# Озеро Осені
О́зеро Осені (лат. Lacus Autumni) — відносно невелике місячне море, розташоване на краю видимої сторони Місяця в західній частині. Селенографічні координати об'єкта — 9°54′ пд. ш. 83°54′ зх. д. / 9.9° пд. ш. 83.9° зх. д., діаметр становить 183 км.
З півночі і північного сходу від озера розташовані гори Кордильєри (лат. Montes Cordillera). З південно-західного боку від озера простягаються «гори Рука» (лат. Montes Rook). Ще далі на північний захід, за гірською грядою, лежить Озеро Весни.
Так само, з півночі знаходиться кратери ««Шлютер» (лат. Crater Schluter) і «Шлютер A» .